# Madame Tussauds Hong Kong
Il Madame Tussauds di Hong Kong è una delle sedi del Madame Tussauds, il museo delle cere più famoso del mondo.

## Personaggi di cera ospitati ad Hong Kong

### Musicisti
- Aaron Kwok
- Anita Mui
- Ariana Grande
- Ayumi Hamasaki
- The Beatles
- Justin Bieber
- Elvis Presley
- Jay Chou
- Joey Yung
- Shawn Mendes
- Kylie Minogue
- Lady Gaga
- Luciano Pavarotti
- Madonna
- Michael Jackson
- Miriam Yeung
- Teresa Teng
- G.E.M.
- Ed Sheeran
- Twins
- Freddie Mercury (cantante)
- Suzy

### Attori
- Angelababy
- Michelle Yeoh
- Jackie Chan
- Bruce Lee
- Marilyn Monroe
- James Dean
- Audrey Hepburn
- Charlie Chaplin
- Andy Lau
- Cecilia Cheung
- Angelina Jolie
- Brad Pitt
- Jodie Foster
- Bae Yong-joon
- Lee Jong-suk
- Chris Hemsworth
- Nicole Kidman
- Louis Koo
- Benedict Cumberbatch
- Kelly Chen
- Robert Pattinson